# Сосновець (Свентокшиське воєводство)
Сосновець (пол. Sosnowiec) — село в Польщі, у гміні Сендзішув Єнджейовського повіту Свентокшиського воєводства.
Населення — 291 особа (2011).
У 1975-1998 роках село належало до Келецького воєводства.

## Демографія
Демографічна структура на день 31 березня 2011 року:
|          | Загалом | Допрацездатний вік | Працездатний вік | Постпрацездатний вік |
| -------- | ------- | ------------------ | ---------------- | -------------------- |
| Чоловіки | 136     | 35                 | 86               | 15                   |
| Жінки    | 155     | 40                 | 78               | 37                   |
| Разом    | 291     | 75                 | 164              | 52                   |